# Trump v. CASA, Inc.
 (août 2025).
Trump v. CASA, Inc. est une affaire de la Cour suprême des États-Unis portant sur la question de savoir si les juges des tribunaux inférieurs ont le pouvoir d’émettre des "injonctions universelles (en)" pour bloquer l'application des politiques à l'échelle nationale. Bien que l'affaire n'aborde pas directement la citoyenneté de naissance aux États-Unis (en), elle se concentre sur plusieurs injonctions universelles bloquant le décret 14160 (en).
Le président Donald Trump publie le décret visant à redéfinir la compréhension du gouvernement fédéral des États-Unis de la clause de citoyenneté (en) du quatorzième amendement et à exclure les enfants non nés de citoyens ou de résidents permanents de la citoyenneté par droit de naissance. L'ordonnance fait rapidement l'objet de contestations juridiques et trois juges de tribunal de district émettent des injonctions pour bloquer son application à l'échelle nationale pendant que les affaires progressent dans le système judiciaire.
Le gouvernement dépose des appels d'urgence auprès de la Cour suprême, faisant valoir que les juges de district ne doivent être autorisés à bloquer l'application de la loi qu'en ce qui concerne les contestataires spécifiques qui intentent une action en justice donnée. La Cour suprême regroupe les trois appels dans l'affaire Trump v. CASA, Inc. et fixe les plaidoiries au 15 mai.
Le 27 juin, la Cour suprême statue dans une décision de 6 contre 3 que les injonctions universelles excèdent le pouvoir judiciaire. La Cour suspend partiellement les injonctions existantes, à l'exception de celles qui sont parties aux affaires, et n'aborde pas la question de la constitutionnalité du décret sur la citoyenneté du droit de naissance.